# Вишевицька сільська рада
Вишевицька сільська рада Вишевицької сільської територіальної громади (до 2015 року — Вишевицька сільська рада) — орган місцевого самоврядування Вишевицької сільської територіальної громади Житомирського району Житомирської області з розміщенням у с. Вишевичі.

## Склад ради

### VIII скликання
Рада складається з 22 депутатів та голови.
25 жовтня 2020 року, на чергових місцевих виборах, було обрано 21 депутат, з них (за суб'єктами висування): самовисування та «Наш край» — по 8, «Європейська Солідарність» — 3, «Слуга народу» та Всеукраїнське об'єднання «Батьківщина» — по 1.
Головою громади обрали позапартійного висуванця «Європейської Солідарности» Сергія Гаврутенка, чинного Вишевицького сільського голову.
22 листопада 2020 року, повторним голосуванням, було обрано депутата від 5-го виборчого округу. Ним став представник партії «Наш край».

### VII скликання
Рада складалася з 14 депутатів та голови.
Перші вибори депутатів ради та Вишевицького сільського голови відбулись 25 жовтня 2015 року, одночасно з черговими місцевими виборами. Всі обрані депутати ради були самовисуванцями.
Головою громади обрали позапартійного самовисуванця Сергія Гаврутенка, тодішнього голову сільської ради.

## Керівний склад сільської ради
| ПІБ                          | Основні відомості                                                                | Суб'єкт висування          | Дата обрання | Дата звільнення |
| ---------------------------- | -------------------------------------------------------------------------------- | -------------------------- | ------------ | --------------- |
| Гаврутенко Сергій Васильович | Сільський голова, 1962 року народження, освіта, член Української Народної Партії |                            | 26.03.2006   | 1.11.2010       |
| Гаврутенко Сергій Васильович | Сільський голова, 1962 року народження, освіта середня, позапартійний            | Самовисування              | 1.11.2010    | 25.10.2015      |
| Гаврутенко Сергій Васильович | Сільський голова, 1962 року народження, освіта професійно-технічна, безпартійний | Самовисування              | 25.10.2015   | 25.10.2020      |
| Гаврутенко Сергій Васильович | Сільський голова, 1962 року народження, освіта вища, безпартійний                | «Європейська Солідарність» | 25.10.2020   |                 |

Примітка: таблиця складена за даними джерела

## Історія
Створена 1923 року в с. Вишевичі Вишевицької волості Радомисльського повіту Київської губернії. 16 січня 1923 року до складу ради увійшли с. Біла Криниця та хутір Руденька ліквідованої Білокриницької сільської ради. Після 1924 року х. Руденька не перебуває на обліку населених пунктів. Станом на 13 лютого 1928 року на обліку в раді числяться хутори Голіївка, Козинське, Колосівка, Осів, Пасіка. 20 жовтня 1938 року х. Осів включено до складу новоствореної Білокриницької селищної ради Радомишльського району. Станом на 1 жовтня 1941 року на обліку значиться х. Незнаний; хутори Голіївка, Козинське, Колосівка не перебувають на обліку населених пунктів.
Станом на 1 вересня 1946 року сільська рада входила до складу Радомишльського району Житомирської області, на обліку в раді перебували с. Вишевичі, хутори Незнаніж (Незнаний) та Пасіка.
5 березня 1959 року до складу ради включено с. Веприн ліквідованої Вепринської сільської ради Радомишльського району, 5 липня 1963 року — с. Межирічка ліквідованої Межиріцької сільської ради Малинського району Житомирської області. 7 квітня 1980 року с. Веприн було повернуте до складу відновленої, рішенням Житомирського облвиконкому № 180 «Питання адміністративно-територіального поділу», Вепринської сільської ради Радомишльського району.
Станом на 1 січня 1972 року сільська рада входила до складу Радомишльського району Житомирської області, на обліку в раді перебували села Веприн, Вишевичі, Межирічка та Незнаніж.
9 грудня 1985 року, відповідно до рішення Житомирської обласної ради, с. Незнаніж зняте з обліку населених пунктів. 18 березня 1992 року с. Межирічка повернуте до складу відновленої Межиріцької сільської ради Радомишльського району.
До 23 листопада 2015 року — адміністративно-територіальна одиниця у Радомишльському районі Житомирської області з підпорядкуванням с. Вишевичі. Входила до складу Радомишльського (7.03.1923 р.; 4.05.1965 р.) та Малинського (30.12.1962 р.) районів.

### Населення
Відповідно до результатів перепису населення СРСР, кількість населення ради, станом на 12 січня 1989 року, становила 1 833 особи.
Станом на 5 грудня 2001 року, відповідно до перепису населення України, кількість мешканців сільської ради становила 1 538 осіб.